# Leeds United Association Football Club 1993-1994
Questa voce raccoglie le informazioni riguardanti il Leeds United Association Football Club nelle competizioni ufficiali della stagione 1993-1994

## Stagione
Dopo la fallimentare stagione precedente, la rosa fu rifondata ripartendo dagli acquisti di David White e Brian Deane: nell'arco del campionato la squadra navigò tra le posizioni medio-alte della classifica, inserendosi tra le candidate per la qualificazione in Coppa UEFA e concludendo al quinto posto. Poco degne di nota furono le prestazioni in FA Cup, dove la squadra superò un turno prima di essere eliminata dall'Oxford United.

## Maglie e sponsor
Viene sottoscritto un contratto con la Asics, che introduce una maglia caratterizzata dalla presenza di una striscia orizzontale gialla e blu. Lo sponsor ufficiale è Thistle Hotels.
| 1a divisa |

## Rosa
| N. |                        | Ruolo | Calciatore       |
| -- | ---------------------- | ----- | ---------------- |
| 1  | Inghilterra (bandiera) | P     | John Lukic       |
| 2  | Inghilterra (bandiera) | D     | Mel Sterland     |
| 3  | Inghilterra (bandiera) | D     | Tony Dorigo      |
| 4  | Inghilterra (bandiera) | C     | David White      |
| 5  | Inghilterra (bandiera) | D     | Chris Fairclough |
| 6  | Irlanda (bandiera)     | D     | David O'Leary    |
| 7  | Scozia (bandiera)      | C     | Gordon Strachan  |
| 8  | Inghilterra (bandiera) | A     | Rod Wallace      |
| 9  | Inghilterra (bandiera) | A     | Brian Deane      |
| 10 | Scozia (bandiera)      | C     | Gary McAllister  |
| 11 | Galles (bandiera)      | C     | Gary Speed       |
| 12 | Inghilterra (bandiera) | D     | John Pemberton   |
| 13 | Inghilterra (bandiera) | P     | Mark Beeney      |
| 14 | Inghilterra (bandiera) | A     | Steve Hodge      |
| 15 | Inghilterra (bandiera) | C     | David Rocastle   |

| N. |                        | Ruolo | Calciatore      |
| -- | ---------------------- | ----- | --------------- |
| 16 | Inghilterra (bandiera) | D     | Jon Newsome     |
| 17 | Norvegia (bandiera)    | A     | Frank Strandli  |
| 18 | Inghilterra (bandiera) | D     | David Wetherall |
| 19 | Inghilterra (bandiera) | D     | Ray Wallace     |
| 20 | Canada (bandiera)      | D     | Kevin Sharp     |
| 21 | Scozia (bandiera)      | C     | Mark Humphries  |
| 22 | Irlanda (bandiera)     | D     | Gary Kelly      |
| 23 | Inghilterra (bandiera) | C     | Mark Tinkler    |
| 24 | Inghilterra (bandiera) | C     | Andy Couzens    |
| 25 | Inghilterra (bandiera) | A     | Noel Whelan     |
| 26 | Inghilterra (bandiera) | A     | Jamie Forrester |
| 27 | Inghilterra (bandiera) | C     | Mark Ford       |
| 28 | Scozia (bandiera)      | D     | Rob Bowman      |
| 30 | Inghilterra (bandiera) | P     | Paul Pettinger  |

## Statistiche

### Statistiche di squadra
| Competizione   | Punti | Totale | Totale | Totale | Totale | Totale | Totale | DR  |
| Competizione   | Punti | G      | V      | N      | P      | Gf     | Gs     | DR  |
| -------------- | ----- | ------ | ------ | ------ | ------ | ------ | ------ | --- |
| First Division | 70    | 42     | 18     | 16     | 8      | 65     | 39     | +26 |
| FA Cup         | -     | 3      | 1      | 1      | 1      | 8      | 5      | +3  |
| Totale         | -     | 45     | 19     | 17     | 9      | 73     | 44     | +29 |